# Formato de videograbación IVC
El escáner helicoidal IVC de 2 pulgadas fue un formato VTR de grabación analógica de escáner helicoidal de calidad de retransmisión de alta gama desarrollado por la International Video Corporation (IVC), introducido en 1975. Anteriormente, IVC había hecho un número de VTRs helicoidales de 1 pulgada; y vio una posibilidad de hacer un VTR que tuviese la calidad del entonces estándar formato Cuadruplex, pero con las ventajas del escáner helicoidal.  Entonces desarrollaron un VTR utilizando esta tecnología, el Modelo 9000 de IVC.

## Versiones
- IVC hizo el Modelo 9000 en cinco versiones:
  - IVC 9000 (unidad NTSC y PAL, podía grabar durante 2 horas sobre un carrete de 10.5 pulgadas)
  - IVC 9000-4 (velocidad de cinta de 4 ips, Long Play, podía grabar y reproducir 4 horas sobre un carrete de 10.5 pulgadas
  - IVC 9000-W (grabación y playback 8 MHz para super ancho de banda)
  - IVC 9000-M (podría grabar y hacer playback sobre vídeo en el estándar de vídeo de 655-líneas/48 fps (24f/s).
  - IVC 9000-W-M (Un IVC 9000-M con opciones del 9000-W añadido a él, habilitando ambos 8 MHz wideband registro de vídeo y 655/48 capacidad)

El escáner Helicoidal usaba un envoltorio de cinta de 188.57 grados alrededor de un tambor de 3.170 pulgadas de diámetro, con dos carcasas de play/record. En la versión NTSC del formato,  teníaa 5 pistas helicoidales (segmentos) por campo y 6 en la versión PAL, cada una con 57 líneas por segmento. El VTR estaba equipado con un monitor de vídeo del color, un alcance de monitor forma de onda, y un vectorscopio.
- Todos los modelos tenían:
  - Dos canales de audio analógico
  - Una pista de señal
  - Una pista de control
  - Pista de código de tiempo
  - Capstan -Velocidad de cinta conducida de 8 pulgadas por segundo (10.5 pulgada devana)
  - Corrector de color analógico (TBC)
  - Compensación Dropout (sistema que reemplazó rincones snowy del vídeo (dropouts) dónde la señal FM en la cinta de Vídeo falta momentáneamente a causa de un defecto en la cinta)
- Otros:
  - Columnas de tensión de la cinta succionadoras
  - Capstan de agarre succionador
  - Peso de 1300 lbs (600 kg)
  - Power alimenta de 230 V en 3000 vatios
  - Uno segunda cerradura arriba tiempo, parón para jugar
  - Una carcasa de 1500 horas garantía (para el 9000-4 modelos, una garantía de 3000 horas)
  - Relación señal-ruido (S/N >48 dB)

El 9000 fue una de las primeras grabadoras de vídeo analógico usadas para la producción de película electrónica empleando estándares de vídeo de banda ancha de alta resolución (como el estándar 655/48 previamente mencionado), precedente a los sistemas de producción IT-based DI sistemas de todavía hoy en uso.
El 9000-W-M era, para todo propósito, un hechos de encargo pre-HDTV sistema de vídeo. El sistema de 655 líneas también se empleaba para el playback en televisiones y monitores usados en estudios cinematográficos. Por ello, las televisiones no tenían flicker cuando eran grabadas sobre película, a causa del distinto (y, consecuentemente, compatible con las películas de movimiento) índice de imágenes por segundo. El 9000-W-M se utilizó para algunos efectos especiales compuestos de "JAWS 3D ".
El 9000, en su regular configuración NTSC de 525-líneas y 60-imágenes-por-segundo, era también utilizado para dominar algunos de los primeros laserdiscs liberados por Discovision en 1978 debido a la alta calidad del formato.  Aun así, Discovision abandonó el formato unos cuantos años más tarde a favor de la cinta 1" Tipo C, debido a soporte y de servicio para las 9000 máquinas que devinieron inutilizables debido a la defunción de IVC como compañía en a principios de los años 80; y también debido al creciente soporte y popularidad de la industria a causa del nuevo formato 1" Tipo C.
La calidad de imagen era muy alta, pero a pesar de ello, el IVC-9000 no obtuvo muchas ventas (solo 65 unidades fueron vendidas por IVC). Poco después de su implantación, tanto el formato VTR 1" Tipo B y el 1" Tipo C salieron al mercado.  Ambos usaban cinta menos costosa, y producían una imagen aproximadamente igual de buena.
- Ampex en 1961 hizo un escáner helicoidal VTR de 2 pulgadas por un breve periodo de tiempo, el VR-8000.  También produjeron otro VTR helicoidal de 2", el VR-660, en 1963.
- Sony También hizo un escáner VTR helicoidal de 2 pulgadas, pero era no-segmentado y vendieron incluso menos de ellos (a principios de los años 70).

## IVC 800 serie 1 Pulgada VTR

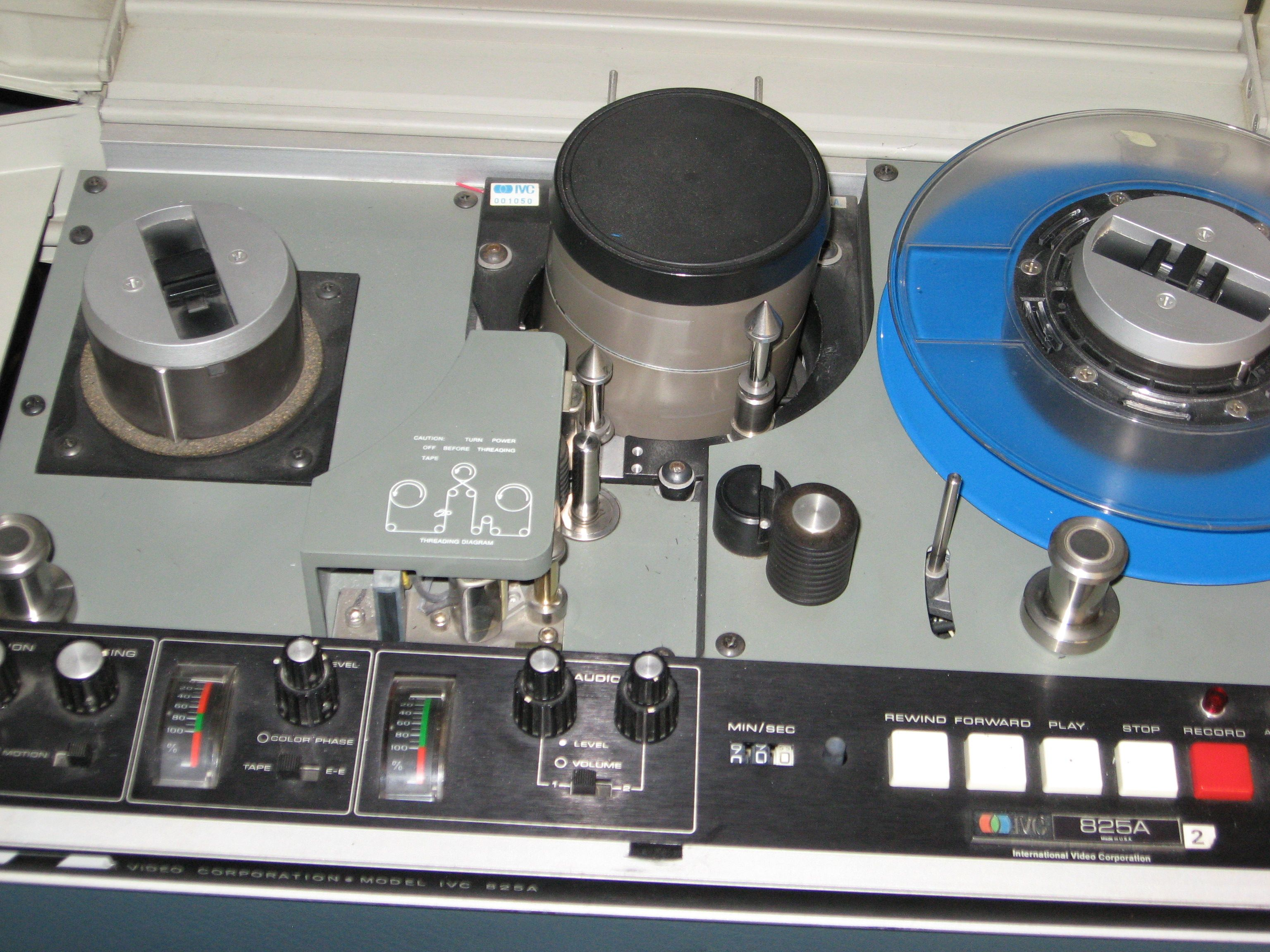
IVC 825Un en DC Vídeo

La serie IVC 800 1" VTR fue muy popular. La serie 800 son TVR portadores de color helicoidal de banda media carrete a carrete que usan cinta de 1 pulgada/25mm funcionando a 17.2 cm por segundo (6.77 pulgadas/segundo).